# Sinialliku
Sinialliku är en ort i Estland. Den ligger i Pärsti kommun och landskapet Viljandimaa, i den södra delen av landet, 130 km söder om huvudstaden Tallinn. Sinialliku ligger 62 meter över havet och antalet invånare är 109.
Terrängen runt Sinialliku är platt. Runt Sinialliku är det glesbefolkat, med 12 invånare per kvadratkilometer. Närmaste större samhälle är Viljandi, 6,5 km norr om Sinialliku. I omgivningarna runt Sinialliku växer i huvudsak blandskog.